# Roland Schmitt
Pour les articles homonymes, voir Schmitt.
Roland Schmitt, né le 5 juin 1912 à Eaubonne et mort le 20 décembre 1954 dans le 3e arrondissement de Lyon, est footballeur international français.

## Carrière

### Joueur
Son poste de prédilection est milieu de terrain. Il compte deux sélections en équipe de France de football : 
- France-Pologne au Parc des Princes à Paris en 1939 ;
- France-Suisse à Marseille en 1942[2].

Son match face à la Pologne fut plutôt réussi dans la mesure où l'équipe de France tira cinquante-trois fois au but[réf. souhaitée]. Pour sa seconde sélection, il se montra moins rigoureux quant aux consignes de Gaston Barreau[réf. souhaitée]. Il aurait été rendu responsable de la défaite face aux Suisses[réf. souhaitée].

### Entraîneur

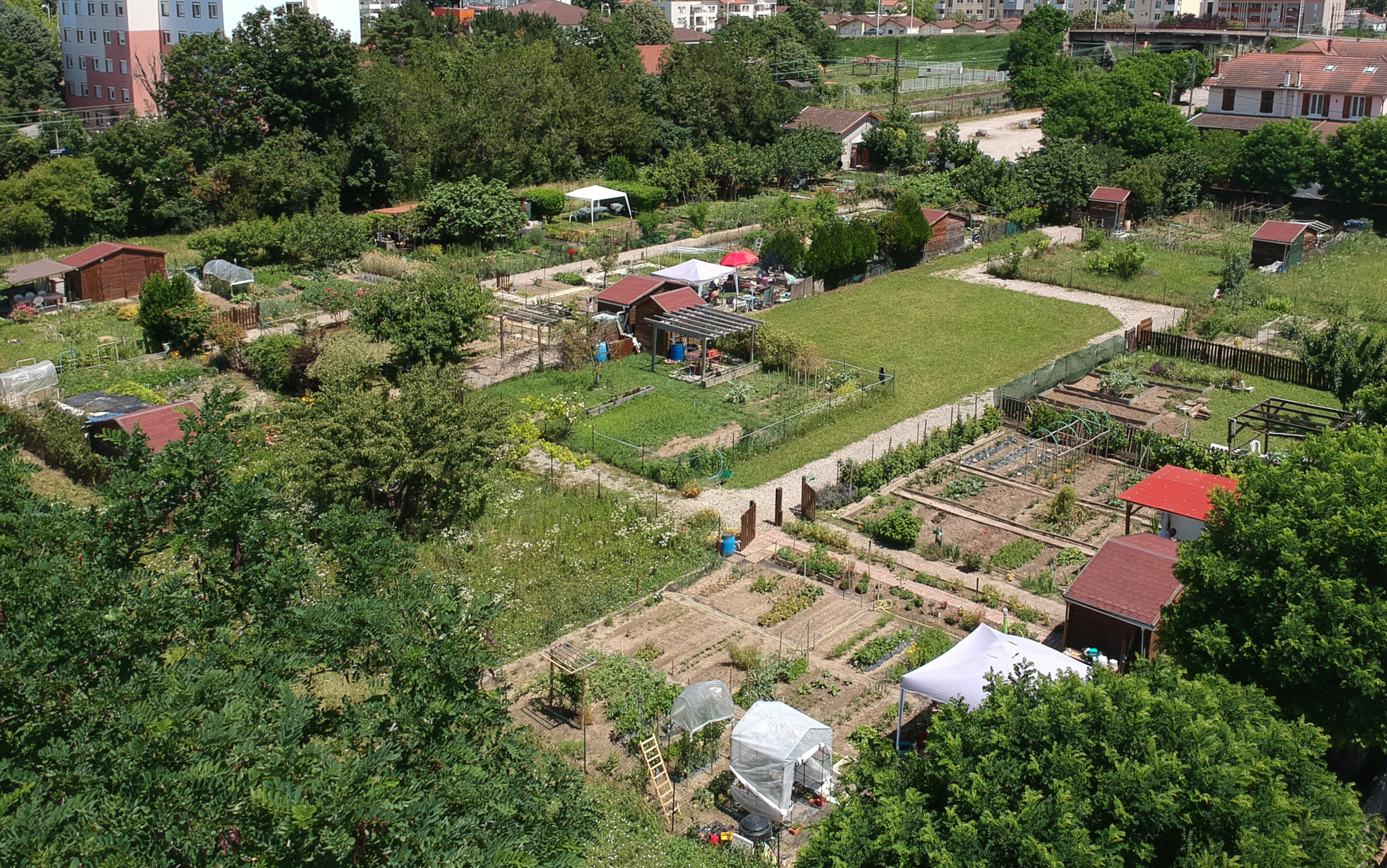
Les jardins familiaux de Saint-Maurice-de-Beynost, anciennement Stade Roland-Schmitt et anciennement encore Stade de la soie.

Après sa carrière de joueur, il devient entraîneur : d'abord au LOU puis à l'Olympique Saint-Maurice (OSM) de Saint-Maurice-de-Beynost. Après la mort de Roland Schmitt, le stade de football de L'OSM, est baptisé « Stade Roland-Schmitt ». À la suite de sa non-utilisation (consécutive à la fusion à laquelle participa l'OSM en 1999 pour donner naissance à Ain Sud Foot), le stade Roland-Schmitt ne fut plus utilisé (remplacé par le Stade du Forum). En 2010, le stade est reconverti en jardins familiaux.

## Clubs successifs
- RC Paris (de 1934 à 1936)
- FC Sète (de 1936 à 1939)
- Toulouse FC
- Équipe fédérale Lyon-Lyonnais (1943-1944)
- Lyon olympique universitaire

## Palmarès
- Champion de France (1936) avec le RC Paris
- Champion de France (1939) avec le FC Sète